# Suddenmoor
Das Suddenmoor ist ein Naturschutzgebiet in den niedersächsischen Gemeinden Menslage in der Samtgemeinde Artland und Berge in der Samtgemeinde Fürstenau im Landkreis Osnabrück.

## Allgemeines
Das Naturschutzgebiet mit dem Kennzeichen NSG WE 303 ist rund 311 Hektar groß. Es ist größtenteils Bestandteil des FFH-Gebietes „Hahnenmoor, Hahlener Moor, Suddenmoor“. Im Nordwesten grenzt es an das Naturschutzgebiet „Hahlener Moor“, im Südwesten an das Naturschutzgebiet „Anten“, mit dem es vor der Ausweisung als eigenständiges Naturschutzgebiet das Naturschutzgebiet „Suddenmoor/Anten“ bildete. Im Süden grenzt das Naturschutzgebiet größtenteils an das Landschaftsschutzgebiet „Naturpark Nördlicher Teutoburger Wald – Wiehengebirge“. Das Gebiet steht seit dem 1. Juli 2018 unter Naturschutz. Zuständige untere Naturschutzbehörde ist der Landkreis Osnabrück.

## Beschreibung
Das Naturschutzgebiet liegt im Westen des Artlandes nördlich von Berge und südwestlich von Menslage im Norden des Natur- und Geoparks TERRA.vita. Es wird überwiegend von Wiesen und Weiden auf Niedermoorböden geprägt, die von Gräben durchzogen und vor allem im Nordwesten und Süden des Schutzgebietes durch Wallhecken, Feldgehölzen und Baumreihen gegliedert sind. Der nordöstliche Bereich ist von weitgehend offenen Grünlandbereichen mit einer hohen Bedeutung für bodenbrütende Limikolen wie Großer Brachvogel und Kiebitz sowie Singvogelarten wie Wiesenpieper, Braun- und Schwarzkehlchen geprägt. Die Grünländer unterliegen unterschiedlichen Nutzungsintensitäten. Etwa 20 Hektar Grünländer sind dem FFH-Lebensraumtyp 6510 „Magere Flachland-Mähwiesen“ zuzuordnen. Die Mähwiesen sind mäßig artenreich und werden von den Gräsern Wiesenfuchsschwanz und Wolligem Honiggras dominiert. An sehr mageren Standorten gesellen sich Ruchgras und Rotschwingel dazu. Weiterhin siedeln hier Scharfer Hahnenfuß, Kuckuckslichtnelke, Wiesenschaumkraut und Rotklee. Auf brachgefallenen Flächen haben sich feuchte Gras- und Staudenfluren entwickelt, teilweise sind auch Sümpfe ausgeprägt. Stellenweise sind Moor- und Bruchwaldreste in die Grünländer eingestreut, die teilweise entwässert, teilweise aber auch noch gut ausgeprägt sind. In den Moorwäldern auf nassen Standorten siedeln Torfmoose, Schmalblättriges Wollgras, Wiesensegge und Wassernabel. Dazu gesellt sich stellenweise die Moorlilie. Kleinflächig ist ein Moorheidevorkommen mit Glockenheide, Schmalblättrigem Wollgras, Pfeifengras und Torfmoosen zu finden.
Das Naturschutzgebiet ist Lebensraum verschiedener Tierarten. Neben Vögeln des Offenlandes, der Hecken und der Wälder sind dies vor allem Amphibien und Reptilien, Heuschrecken und Libellen.
Das Gebiet entwässert über diverse Gräben zum Renslager Kanal, der etwas nördlich des Naturschutzgebietes in den Hahnenmoorkanal mündet. 
Das Naturschutzgebiet grenzt überwiegend an landwirtschaftliche Nutzflächen. Im Nordwesten grenzt es an Moorwälder des Naturschutzgebietes „Hahlener Moor“, im Westen punktuell an Ausläufer des Börsteler Waldes.